# Danh sách kế vị ngai vàng vương thất Đan Mạch

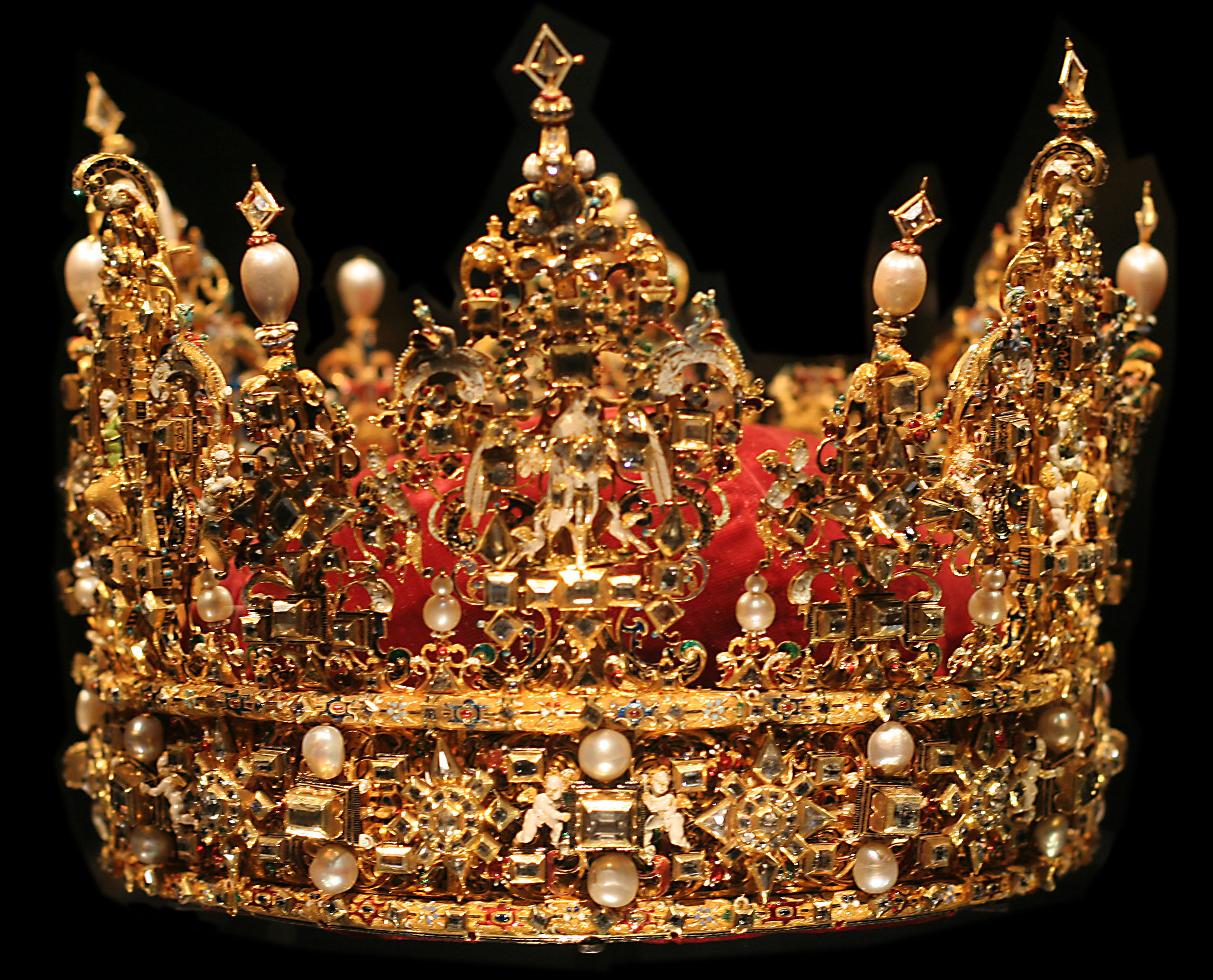
Vương miện của Vua Christian IV

Theo Đạo luật Kế vị của Đan Mạch, có hiệu lực từ ngày 27 tháng 3 năm 1953, quy định ngai vàng Vương thất Đan Mạch sẽ được truyền cho các đời hậu duệ của Christian X của Đan Mạch và vợ là Alexandrine xứ Mecklenburg, thông qua các cuộc hôn nhân được chấp thuận. Người kế vị sẽ là con trưởng của vị vua đương nhiệm.
Một thành viên vương tộc sẽ mất quyền kế vị ngai vàng nếu người đó kết hôn mà không có sự cho phép của Đức vua. Những cá nhân - sinh ra bởi các thành viên vương tộc chưa kết hôn, hoặc sinh ra bởi các thành viên vương tộc đã kết hôn nhưng không có sự cho phép của Đức vua - và hậu duệ của họ sẽ bị loại khỏi danh sách kế vị ngai vàng. Hơn nữa, khi cuộc hôn nhân đã được chấp thuận, Đức vua vẫn có thể xem xét tình hình hiện tại mà quyết định hậu duệ của họ có quyền được kế vị ngai vàng hay không. Không hậu duệ nào của Vua Christian X và Vương hậu Alexandrine được quyền chọn ra Đức vua hoặc tự lập một danh sách kế vị ngai vàng mới.

## Danh sách kế vị ngai vàng

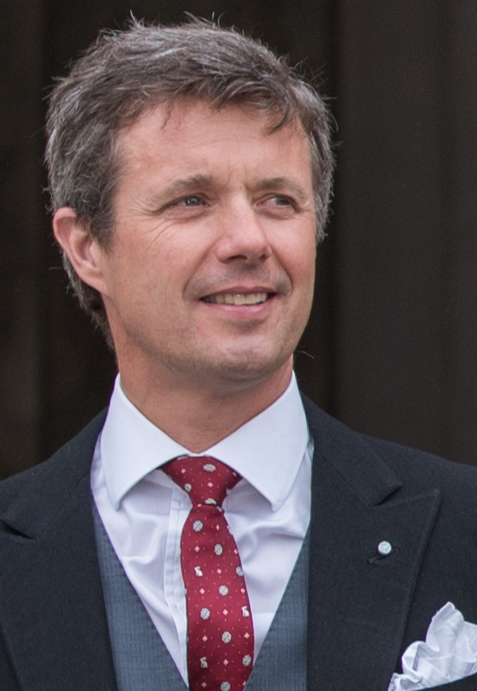
Thái tử Frederik đang đứng đầu trong danh sách kế vị ngai vàng hoàng gia Đan Mạch

- Quốc vương Frederik IX (1899–1972)
  -  Nữ vương Margrethe II (sinh năm 1940)
    -  Quốc vương Frederik X
      - (1) Vương thái tử Christian (sinh năm 2005)[2]
        - (2) Vương nữ Isabella (sinh năm 2007)[3]
        - (3) Vương tử Vincent (sinh năm 2011)[4]
        - (4) Vương nữ Josephine (sinh năm 2011)[5]

      - (5) Vương tử Joachim (sinh năm 1969)[6]
        - (6) Nikolai, Bá tước của Monpezat (sinh năm 1999)[7]
        - (7) Felix, Bá tước của Monpezat (sinh năm 2002)[8]
        - (8) Henrik, Bá tước của Monpezat (sinh năm 2009)[9]
        - (9) Athena, Nữ bá tước của Monpezat (sinh năm 2012)[10]

    - (10) Vương nữ Benedikte (sinh năm 1944)[11]

## Lịch sử
Trước năm 1953, rất nhiều hậu duệ của Vua Christian IX đều có quyền kế vị ngai vàng hoàng gia Đan Mạch. Tuy nhiên, đến năm 1953, Đạo luật Kế vị mới đã giới hạn quyền kế vị chỉ còn thuộc về một số thành viên hoàng tộc thân cận của Đức vua. Việc này đã khiến cho rất nhiều nhà quý tộc dù có mang tước vị và tước hiệu hoàng gia nhưng vẫn không có quyền kế vị ngôi vua. Để phân biệt, những thành viên nam của hoàng tộc có quyền được kế vị ngai vàng sẽ được gọi là "Prins til Danmark" (Prince to Denmark); còn những thành viên không có quyền kế vị sẽ được gọi là "Prins af Danmark" (Prince of Denmark).
Từ năm 1853 đến 1953, ngai vàng đã được truyền qua nhiều đời theo chế độ con trai trưởng thừa kế. Đến năm 1953, Vua Frederik IX chỉ có ba người con gái mà không có con trai. Theo Đạo luật Kế vị năm 1953, ngai vàng sẽ được truyền cho em trai của Đức vua là Vương tử Knud. Lúc bấy giờ, danh tiếng của Hoàng tử vẫn chưa được nhiều người biết đến. Hơn nữa, mẹ vợ của Hoàng tử, Công nương Helena đã bị cáo buộc ủng hộ cho chiến dịch của Đức Quốc xã trong Chiến tranh thế giới thứ hai. Thêm vào đó là các ý kiến cho rằng Luật Salic đã quá lỗi thời, nên quyền kế vị ngai vàng đã được đổi sang cho con gái lớn của Vua Frederik IX là Vương nữ Margrethe. Do đó, văo năm 1953, Luật Kế vị đã được sửa đổi lại rằng các Vương nữ cũng có thể kế vị ngai vàng, nếu Đức vua không có con trai.
Vương tử Knud có ba người con. Hai người con trai của ông đã kết hôn mà không có sự cho phép của Đức vua nên đã bị tước bỏ danh hiệu hoàng gia cũng như quyền kế vị ngai vàng hợp pháp. Chỉ có duy nhất con gái của ông, Vương tôn nữ Elisabeth chưa kết hôn là có quyền kế vị hợp pháp ngai vàng hoàng gia Đan Mạch. Vương nữ Anne-Marie, em gái út của Nữ vương Margrethe II đã kết hôn với Vua Konstantinos II của Hy Lạp năm 1964. Mặc dù Constantince II là vua của Hy Lạp, đồng thời cũng là Hoàng tử Đan Mạch, hơn nữa, cuộc hôn nhân của họ được Đức vua chấp thuận; nhưng Anne-Marie đã từ chối quyền kế vị ngai vàng hoàng gia Đan Mạch.
Năm 2008, Nghị viện Đan Mạch đã bỏ phiếu ủng hộ điều luật kế vị mới cho phép con trưởng của Đức vua, dù là Vương nữ hay Vương tử, đều có quyền kế vị ngai vàng hợp pháp tương tự như Thụy Điển và Na Uy. Hơn nữa, cuộc trưng cầu ý dân năm 2009 cũng cho ra kết quả tương tự. Như vậy, trong tương lai, người kế vị ngai vàng hoàng gia Đan Mạch sẽ là con trưởng của Đức vua. Tuy nhiên, những sửa đổi mới vẫn không ảnh hưởng đến danh sách kế vị ngai vàng lúc bấy giờ. Ngày 8 tháng 1 năm 2011, Thái tử phi Mary đã hạ sinh cặp song sinh một trai một gái. Cặp song sinh sẽ được liệt kê vào vị trí thứ 4 và 5 trong danh sách kế vị ngai vàng hoàng gia Đan Mạch. Theo điều luật mới, vị trí của Vương tử Vincent sẽ xếp sau chị gái của mình là Vương nữ Isabella.